# Лузин, Савелий Сергеевич
Савелий Сергеевич Лузин (род. 5 ноября 2005) — российский пловец, чемпион и призёр чемпионатов России, обладатель Кубка России, мастер спорта России международного класса (2023).

## Биография
Лузин уроженец города Новоуральск Свердловской области. Проходил обучение в городской Гимназии № 41, занимался плаванием в новоуральской Детско-юношеской спортивной школе № 4 под руководством заслуженного тренера России Александра Григорьевича Кибенко. После окончания школы поступил на обучение в Уральский федеральный университет. Стал тренироваться в Екатеринбурге — во Дворце водных видов спорта.

## Карьера
В 2021 году удостоен звание «Мастер спорта России», в 2023 году — «Мастер спорта международного класса».
В 2023 году принимал участие в Международном фестивале университетского спорта в Екатеринбурге, где завоевал две серебряные медали в плавании на 400 и 800 метров вольным стилем. В ходе сезона 2023 года сумел установить два юношеских рекорда России.
На чемпионате России 2024 года, который прошёл в Казани, стал бронзовым медалистом в плавании на 800 метров вольным стилем и в эстафете 4×200 м вольным стилем, а на дистанции 1500 метров вольным стилем завоевал «золото», став первым чемпионом России среди мужчин из Свердловской области за последние 10 лет.

## Документы
- Приказ о присвоении звания «Мастер спорта России»